# Вулиця Манастирського (Львів)
Вулиця Манастирського — вулиця у Сихівському районі міста Львова. Сполучає вулиці Хуторівку та Зубрівську. Прилучається вулиця Довженка. 
Від 1981 року мала назву вулиця Малиновського, на честь радянського військового діяча Родіона Малиновського, сучасна назва — вулиця Манастирського, на пошану українського художника Антіна Манастирського, походить з 1991 року.

## Забудова
На вулиця Манастирського переважає житлова багатоповерхова 1980-х, 2000—2020-х років. 

### Будинки
№ 2 — дев'ятиповерховий житловий будинок, споруджений у 2005 році за проєктом архітектора Олександра Матвіїва. Цю ж саму адресу має Сихівський промисловий ринок, яким керує ТОВ «Сихівське».
№ 2а, 4, 6 — житловий комплекс з трьох десятиповерхових житлових будинків з вбудованими приміщеннями громадського призначення та підземним паркінгом на 40 паркомісць зведені у 2015—2020 роках будівельною компанією «Нове місто».
№ 9 — львівська початкова школа «Первоцвіт». До 4 жовтня 1996 року початкова школа входила до складу львівської ЗОШ № 96 МЖК-1. Створення школи припали на часи становлення незалежності України. Криза економіки спричинила закриття багатьох підприємств, дошкільні установи закривалися через відсутність дітей і неспроможність їх утримання. Багато приміщень, які не були задіяні, продавалися з аукціону. З метою зберегти освітні приміщення було прийнято рішення відокремити початкову школу від СШ № 96 МЖК-1, яка на той час працювала у дві повні зміни. Початкова школа стала окремим загальноосвітнім закладом під назвою «Первоцвіт».